# Heythuysen (plaats)
Heythuysen (uitspraakⓘ) (Limburgs: Heitse) is een kerkdorp en voormalige gemeente in de Nederlandse provincie Limburg. De plaats telt 6.625 inwoners (2023). Het is een van de grotere dorpen van Midden-Limburg en ligt tussen de twee grotere steden Weert en Roermond. Per 1 januari 2007 maakt Heythuysen deel uit van de gemeente Leudal.

## Geschiedenis

### Prehistorie/Romeinse tijd
De eerste mensen die leefden in het gebied waar nu Heythuysen ligt waren jager-verzamelaars van de Federmessercultuur aan het einde van de laatste IJstijd (13.900 tot 12.850 jaar geleden).
Deze nomadische volken bleven maar kort op een plek. De eerste overblijfselen van permanente bevolking van het gebied zijn van Neolithische boeren die 3.000 jaar geleden in het nabijgelegen natuurgebied Leudal woonde. Zij begroeven de as van hun doden in grafvelden, die nu nog steeds te zien zijn.
Over de geschiedenis van het gebied in de tijd van de Romeinen is weinig bekend. Bij Baexem werd in 2004 wel een damconstructie uit de Romeinse tijd aangetroffen die mogelijk als voorde door de Haelense Beek heeft gediend. Ook zijn er in het Leudal Romeinse munten gevonden.

### Middeleeuwen
Midden-Limburg was tot jaar 1.000 een zeer woest en onontgonnen heide- en moerasgebied met maar weinig nederzettingen. In de vroege middeleeuwen begon men met het temmen van het heide. Zo ontstond op een zandrug tussen de Bevelandse Beek en de Tungelroyse Beek het dorp Heythuysen. Deze oorsprong is ook terug te zien in de naam van het dorp. "Heyt" verwijst naar heidegrond, terwijl "huysen" nederzetting betekent.
Het is onduidelijk wanneer Heythuysen precies gesticht is, maar de eerste verwijzing naar Heythuysen is te vinden in een beleningsoorkonde uit 1243:
Ego Wilhelmus, dominus de Altena et de Horne, universis presentes litteras inspecturis notum facio, quod ego de domino meo, comite de loos, teneo in feodo quidquid secularis potestatis et justitiae, que quidem vulgo gerliche gerichte appellatur, ac etiam cujuscumque juris in Geystingis inferiori hactenus dictus comes habuit, annuque justitiam et potestatem seu dominium valiarum inter Guystingen et Haschenberg etiam videlicet munitionis et ville de Horne, de Hedelo, de Cuysheim, de Buggenhaim, de Halem, de Roegele, et de Hamescheim.
In deze oorkonde geeft de graaf van Horn dat hij het gezag heeft over bepaalde dorpen. Een daarvan is Hamescheim (Heythuysen). In hetzelfde document geeft de graaf van Horn ook aan dat hij een vazal is van de graaf van Loon.
Toen omstreeks het jaar 1360 de mannelijke linie van het graafschap Loon uitstierf, kwam dit graafschap toe aan de Prinsbisschop van Luik. Het graafschap Horn, en dus ook Heythuysen, hoorden daarom nu ook bij Luik.
Een oude perkamenten brief met zegel uit 1485, toont aan dat het dorp toen al de zetel was van een schepenbank.

### Vroegmoderne tijd/Franse tijd
In 1540 erfde Filips van Montmorency het graafschap Horn van graaf Jan van Horne, de tweede echtgenoot van zijn moeder Anna van Egmont. Filips is een van de bekendste figuren uit de Tachtigjarige Oorlog.
Filips belastte zijn graafschap met grote schulden en haalde bij zijn onderdanen flink sommen om al zijn uitgaven te betalen. Zo hadden de inwoners van Heythuysen en Roggel hem 5.000 Carolusgulden gegeven, bovenop de 626 gulden, 13 stuivers en 2 cent die ze hem als belasting al schuldig waren.
Op 5 juni 1568, werd Filips in Brussel onthoofd door de Spanjaarden. De titel van graaf ging over op zijn broer Floris. Toen Floris in 1570 - zonder mannelijke erfgenaam - werd vermoordt kwam het graafschap Horn, en Heythuysen, weer in het bezit van het Prinsbisdom Luik.
Rondom Heythuysen zijn verschillende overblijfselen van boerenschansen te vinden, zoals de Grote Schans en de Maxetschans. In de 16de en 17de eeuw werden zulke kleinschalige verdedigingswerken door de lokale bevolking gebouwd als plek waar men zich in kon terugtrekken voor plunderende legers, muiters en roversbenden.
Circa 1680 werd Heythuysen door de bisschop van Luik verheven tot een heerlijkheid en verpacht aan Rubert van der Meer, Heer van Grissart. In het jaar 1698 kwam de heerlijkheid in het bezit van het geslacht Horion, een oude Luiks adelfamilie dat vanaf 1540 veel bezittingen had verworven in het huidige Limburg. In 1783 verkoopt de familie Horion de heerlijkheid Heythuysen aan Jean Theodore Rome, advocaat en raadslid van de prins-bisschop van Luik. Hij zou de laatste heer van Heythuysen zijn.
Aan het einde van achttiende eeuw deed de Franse Revolutie Europa op zijn grondvesten schudden. De Franse legers veroverden in 1794 het Prinsbisdom Luik waar Heythuysen toebehoorde. Het Prinsbisdom werd opgeheven en Heythuysen werd samen met andere delen van Limburg onderdeel van het departement Nedermaas. Het dorp was nu onderdeel van de Eerste Franse Republiek en de Heythuysenaren waren nu Franse staatsburgers.
De bestuur van Heythuysen werd heringericht naar Frans model. Tussen 1795 en 1802 was Heythuysen zelfs de hoofdplaats van een kanton wat zich uitstrekte van Meijel in het noorden tot Ittervoort in het zuiden. De flatteuze bijnaam voor het dorp “Klein Paries” lijkt uit deze tijd afkomstig.
In 1804 werd de Franse Republiek een keizerrijk onder Napoleon. In 1810 werden de noordelijke Nederlanden ook onderdeel van het Franse Keizerrijk. Voor het departement Nedermaas, en Heythuysen, veranderde er weinig totdat aan het einde van 1813 de Franse legers over de Rijn werd teruggedrongen. In het voorjaar van 1814 verdween het Franse bewind na twintig jaar eindelijk uit Heythuysen.

### Moderne tijd
Na het vertrek van de Fransen kwam Heythuysen onder het gezag van het nieuwe Verenigd Koninkrijk der Nederland. Deze unie van Nederland, België en Luxemburg hield niet lang stand, want in 1830 kwamen de zuidelijke delen (incl. Limburg) in opstand en scheidde zich af van Nederland. In 1839 werd het conflict beëindigd met het Verdrag van Londen. Hierin werd onderhandeld dat het noordelijke deel van Limburg weer onderdeel werd van Nederland. Heythuysen was weer onderdeel van Nederland.
In 1835 werd door Maria Catharina Daemen in Heythuysen de zustercongregatie Franciscanessen van Heythuysen gesticht. Het moederhuis van de congregatie is het Sint-Elisabethklooster in Heythuysen.
Halverwege de negentiende eeuw was de helft van het grondgebied van Heythuysen nog woeste grond. Door de toepassing van nieuwe technieken (bijvoorbeeld drainage) en vooral door de verbreiding van kunstmest werd cultivering van onontgonnen gronden mogelijk en rendabel gemaakt. Het omzetten van woeste grond in bos werd ook in Heythuysen door de overheid gestimuleerd door middel van subsidies, omdat de vraag naar hout, dankzij de groeiende mijnbouw, sterk was toegenomen.
Ook al bleef het voornamelijk een agrarische gemeenschap, er ontwikkelde in de negentiende en twintigste eeuw ook wat industrie in Heythuysen. Zo vestigde zich er een stoomboterfabriek, een landbouwwerktuigenfabriek en de bekende orgelmakerij Verschueren.
Nederland was neutraal in de Eerste Wereldoorlog. Toch heeft Heythuysen wel wat gemerkt heeft van deze oorlog. Er was schaarste aan veel producten en veel vluchtelingen vanuit België waren de grens over getrokken. Daarnaast waren er grensbewakende afdelingen gelegerd in het nabijgelegen Grathem. Deze bewaakten een gedeelte van de honderden kilometers prikkeldraad die de Duitsers langs de grens optrokken. Deze draad, die onder dodelijke elektrische spanning stond, heeft menig leven geëist.
Heythuysen had in de jaren ‘30 ook te leiden onder de economische depressie. Veel inwoners moesten gebruik maken van de werkverschaffingsprojecten zoals de aanleg van rioleringen, het rooien van bossen en het kanaliseren van beken in Midden-Limburg.

### Tweede Wereldoorlog
De eerste oorlogsjaren van de Tweede Wereldoorlog verliepen betrekkelijk rustig voor het dorp. Er waren wel inwoners betrokken bij het verzet en in het Leudal waren onderduikers gehuisvest.
In 1942 vestigde zich in het St. Elisabethklooster een Reichschule voor meisjes. Dit was een door de SS opgericht opleidingsinstituut en internaat dat tot doel had Nederlandse meisjes op te leiden als levenspartner voor SS'ers.
Vanaf 1944 had Heythuysen meer te lijden onder de oorlog. In juni werden twee Joodse families en hun helpers gearresteerd door rechercheurs van het Bureau Joodsche Zaken. Enkelen overleefden de oorlog, maar de rest is overleden in de concentratiekampen. In 2022 werden in de Dorpsstraat Stolperstenen geïnstalleerd om de slachtoffers te herinneren.
In september kwam het front dankzij Operation Market Garden dichterbij. Op 8 oktober 1944 omsingelen de Duitsers de kerk en pikken er alle mannen uit tussen 16 en 60 jaar. Deze werden naar Duitsland gestuurd om in de fabrieken te werken.
Op 15 november 1944 wordt Heythuysen door Engelse soldaten bevrijd. In tegenstelling tot de meeste andere kerktorens en vele molens bleven die van de Nicolaaskerk en de St. Antoniusmolen gespaard. Toen de geallieerden naderden wilden de Duitsers de kerktoren opblazen. Dit mislukt echter doordat deze door het verzet voorzien was van een boobytrap.

### Recente geschiedenis
In de naoorlogse periode groeide Heythuysen langzaam uit tot een dorp met een streekfunctie. Tientallen winkels, een bank, een bioscoop, alsook andere voorzieningen trokken mensen aan vanuit de omliggende kernen.
Heythuysen profileerde zich vooral op het gebied van verzorging en onderwijs. De scholen voor het voortgezet onderwijs trokken steeds meer leerlingen van buitenaf: in 1968 bezochten 1000 leerlingen van buiten Heythuysen de scholen in het dorp.
Tot en met de jaren ‘60 was er tussen de buurtgemeenschappen Heide en Hollander een werkkamp voor Ambonezen gevestigd.
In 1964 haalt Heythuysen de regionale en landelijke kranten omdat er op diverse huizen nog leuzen stonden die de terugtrekkende Duitsers tijdens de Tweede Wereldoorlog op de gevels hadden geverfd. De leuzen waren niet verwijderd omdat er onenigheid was over wie ervoor verantwoordelijk was. Sommige inwoners wilden van de leuzen af, terwijl ze volgens anderen een toeristische waarde zouden hebben. De leuzen hebben hoe dan ook nog tot aan het begin van de jaren ‘80 op de gevels gestaan.
Heythuysen groeit snel vanaf de jaren ‘60. In de jaren ‘70 en ‘80 wordt het gebied tussen het Heythuysen en de Tungelroyse Beek ten zuiden van het dorp volgebouwd. Waar eerst akkers en weilanden lagen, ontstonden in rap tempo woonbuurten zoals Zuiderhook en Kloosterstraat-Op De Kouk. Vanaf de jaren ‘90 wordt er veel ten noorden van de Dorpsstraat gebouwd, zoals de St. Antoniusbuurt en Vlasroot. In de 21e eeuw breidt Heythuysen zich verder uit ten noorden van de Noorderbaan, rondom het Sint-Elisabethklooster.

## Geografie

### Geologie
Heythuysen wordt in het noorden begrensd door de Bevelandse Beek welke uitmondt in de Roggelse Beek. Aan de zuidkant van Heythuysen stroomt de Tungelroyse Beek. Al deze beken stromen oostwaarts naar het natuurgebied Leudal, dat zich ten oosten van Heythuysen uitstrekt. Ten zuiden van de Tungelroyse Beek ligt het Landgoed Beijlshof, dat dicht bij het dorp ligt, maar tot Haelen behoort. In het noorden vindt men, naast landbouwgebieden, de Asbroekerheide, een boscomplex.
In Heythuysen zijn twee bodemtypes te vinden: hoger gelegen zandgronden en lager gelegen zandgronden. Over het algemeen bevinden de hoger gelegen zandgronden zich in het zuiden en oosten van het grondgebied van Heythuysen, terwijl de lager gelegen zandgronden zich in het noorden en westen bevinden.
Heythuysen zelf ligt op een hoogte tussen ongeveer 27 en 32 meter boven N.A.P. en het watert af richting de Maas.

### Topografie

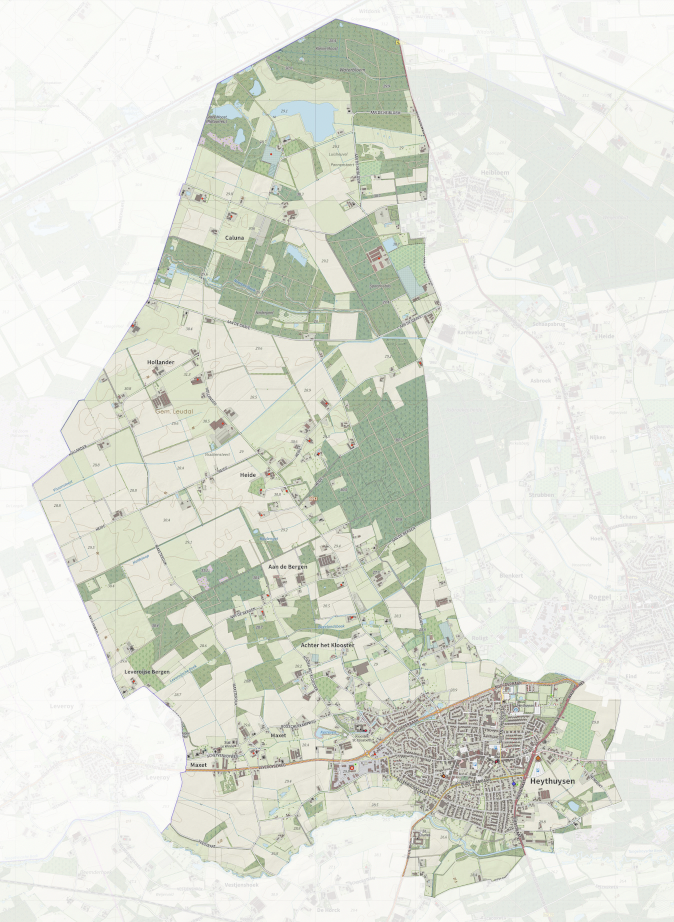
Kaart van Heythuysen (2022), inclusief buitengebied

Heythuysen is een dorp in de provincie Limburg, in de regio Midden-Limburg. Tot en met 2006 was het een zelfstandige gemeente. Tegenwoordig is het onderdeel van de gemeente Leudal. Heythuysen is de grootste kern van de gemeente en is ook de plaats waar het gemeentehuis van Leudal staat.
Aan Heythuysen grenzen verschillende andere dorpen. Dit zijn: Baexem (ten zuiden), Roggel en Heibloem (ten noorden), Leveroy (ten westen) en Haelen (ten oosten).
Onder Heythuysen vallen ook 9 buurtschappen:
- Aan de Bergen
- Aan het Broek
- Achter het Klooster
- Caluna
- Heide
- Hollander
- Karreveld (deels)
- Maxet (grotendeels)
- Roligt (deels)

### Klimaat
Heythuysen heeft een gematigd zeeklimaat, maar omdat het wat dieper landinwaarts ligt wordt het minder beïnvloedt door de zee. Daarom neigt Heythuysen, en de rest van Limburg, wat meer naar een landklimaat dan de meer westelijke delen van Nederland.
| Maand                                              | jan   | feb   | mrt  | apr  | mei  | jun  | jul  | aug  | sep  | okt  | nov  | dec  | Jaar |
| -------------------------------------------------- | ----- | ----- | ---- | ---- | ---- | ---- | ---- | ---- | ---- | ---- | ---- | ---- | ---- |
| Gemiddeld maximum (°C)                             | 13,3  | 14,3  | 15,3 | 20,1 | 24,2 | 27,3 | 28,6 | 27,1 | 23,6 | 19,8 | 17,4 | 16,1 | 20,6 |
| Gemiddelde temperatuur (°C)                        | 3,6   | 3,9   | 6,5  | 9,9  | 13,4 | 16,2 | 18,3 | 17,9 | 14,7 | 10,9 | 7,0  | 4,2  | 10,5 |
| Gemiddeld minimum (°C)                             | −13,0 | −12,2 | −4,4 | 1,0  | 5,7  | 9,5  | 11,5 | 12,1 | 8,0  | 0,1  | −2,5 | −9,4 | 0,5  |
| Bron: Bron: KNMI statistieken voor weerstation Ell |       |       |      |      |      |      |      |      |      |      |      |      |      |

## Cultuur

### Sport- en verenigingsleven
Heythuysen heeft een rijk sport- en verenigingsleven. Op het sportpark Molenhoek, aan de rand van het dorp zijn veel van deze sportverenigingen gevestigd. Op het park zijn voetbalvelden, tennisvelden en een atletiekbaan te vinden. Naast dit complex is het Laco sportcentrum gevestigd. Dit omvat zowel een sporthal als een zwembad.
SV Heythuysen is de voetbalvereniging van Heythuysen en heeft vijf seniorenteams, twaalf jeugdteams, drie G-teams en een meisjesteam. De Heytserse voetbalclub ontstond in 1922 als KMD (“Klein Maar Dapper”). In de jaren ‘20 en ‘30 fuseerde KMD verschillende malen en veranderde uiteindelijk van naam naar RKS Sparta. RKS Sparta was succesvol en won zelfs het kampioenschap van de tweede klasse, maar na interne problemen volgde in 1940 een herstart als RKVV Heythuysen. De KNVB erkent 10 november 1940 als de officiële oprichtingsdatum, maar de vereniging blijft 1922 als haar oprichtingsjaar hanteren. In 1951 verhuist RKVV Heythuysen naar de accommodatie aan de Prins Bisschoplaan. In 1972 verhuisde de club opnieuw, nu naar een accommodatie bij de Sint-Antoniusmolen. Later zou het naar het nabijgelegen Sportpark Molenhoek verhuizen. In 1980 werd de naam gewijzigd naar SV Heythuysen. Hoogtepunten zijn onder meer het winnen van de afdelingsbeker in 1983 en de start van het G-voetbal in 1992. In 2012 vierde de club haar 90-jarig bestaan.
Tennisvereniging TC Rulec, opgericht in 1936 door de notarisfamilie Rutten-Leclerq in Heythuysen, begon met een privé-tennisbaan in hun tuin. Mevr. Rutten lanceerde het idee voor een tennisvereniging, die Rulec werd genoemd naar de familienamen. Tijdens de oorlog bleef Rulec actief en werd in 1942 lid van de K.N.L.T.B. Regelmatige competities volgden, hoewel de faciliteiten in de beginjaren beperkt waren. In 1959 kreeg Rulec gravelbanen en in 1965 begon de bouw van een clubhuis. In 1972 verhuisde de club naar een nieuw tennispark aan de Prins Bisschoplaan, wat leidde tot verdere groei. Regelmatige upgrades en uitbreidingen volgden, zoals verlichte banen in 1995 en een verhuizing naar Sportpark Molenhoek in 2002. In 2011 vierde de tennisvereniging haar 75-jarig jubileum.
Op 17 mei 1973 werd de Atletiekvereniging Heythuysen (A.V.H.) opgericht. De atletiekvereniging heeft een traditionele sintelbaan waar verschillende atletiekonderdelen zoals lopen, werpen en springen worden uitgeoefend. Tijdens het 40-jarig jubileum van Atletiekvereniging Heythuysen in 2013 is de naam gewijzigd in Atletiek Leudal. De vereniging heeft ca. 200 leden, uit zowel Heythuysen als omliggende kernen.
Op 21 februari 1881 is schutterij St. Nicolaas Heythuysen heropgericht, daar wordt aangenomen de schutterij al vóór 1881 bestond. De initiatiefnemer tot de heroprichting is waarschijnlijk A. Coenen geweest, de eerste voorzitter, die zich in 1880 vanuit Nunhem in Heythuysen vestigde als molenaar op de St. Antoniusmolen. Vele schutterijen namen als beschermheilige meestal de patroonheilige van de parochie. De schutterij heeft vijf keer in haar historie het Oud Limburgs Schuttersfeest te winnen, (1890, 1893, 1901, 1948 en 2024. In 2025 zal om die reden het OLS in Heythuysen gaan plaatsvinden.
Andere sportverenigingen in Heythuysen:
- Handbalclub VIOS
- Twee handboogbonden, namelijk “Gezellig Samenzijn” en “Onze Vrije Uren”
- Schaakvereniging Leudal
- Schutterij St. Nicolaas Heythuysen
- Hengelsportvereniging Leudal

Behalve deze sportverenigingen heeft ook een aantal cultureel-maatschappelijke verenigingen:
- Heemkundevereniging Heitse
- Harmonie L’Union
- Seniorenvereniging Heythuysen
- Carnavalsvereniging V.V. De Kwakkert

### Bezienswaardigheden

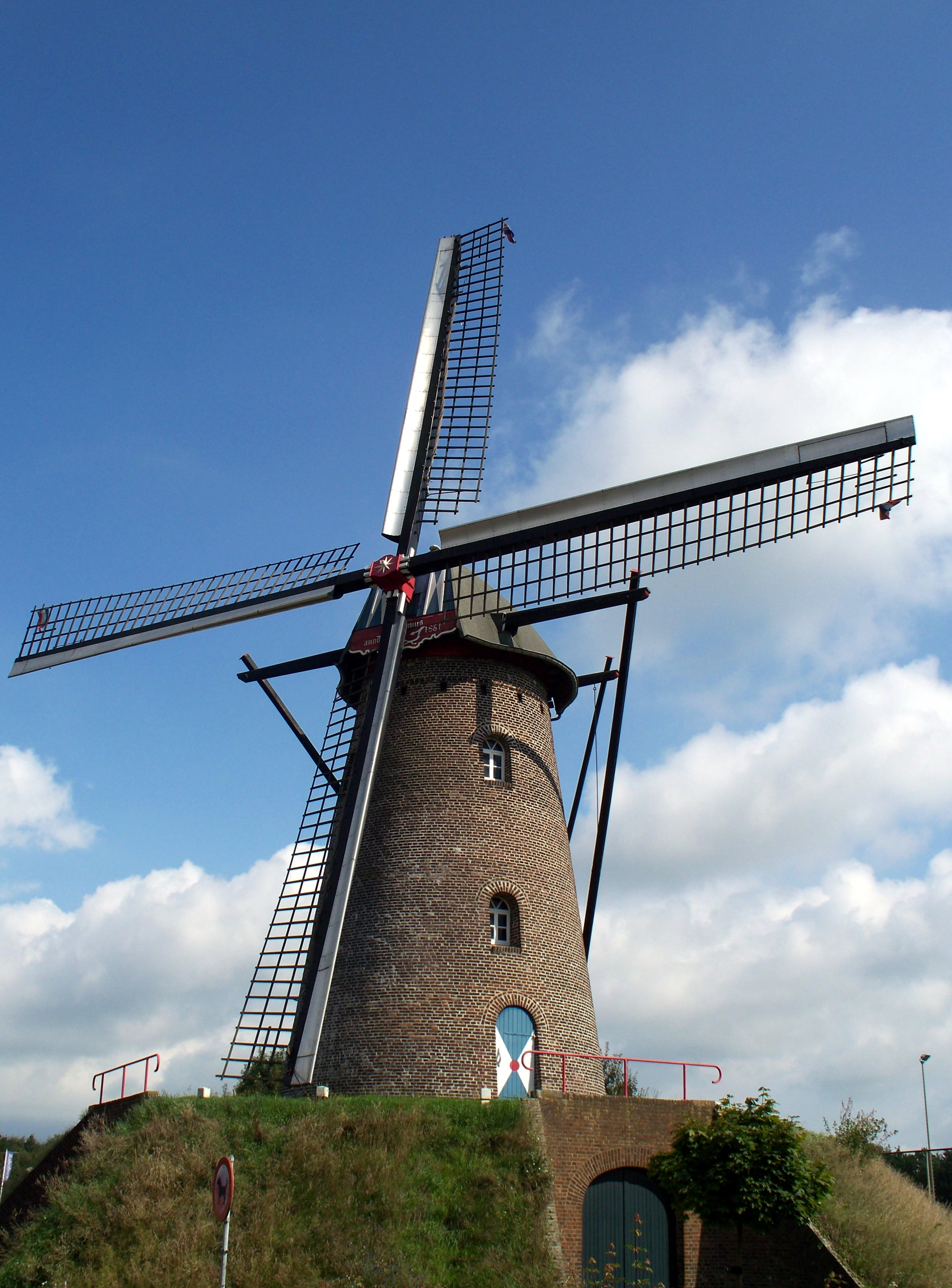
Sint-Antoniusmolen

De belangrijkste bezienswaardigheden zijn:

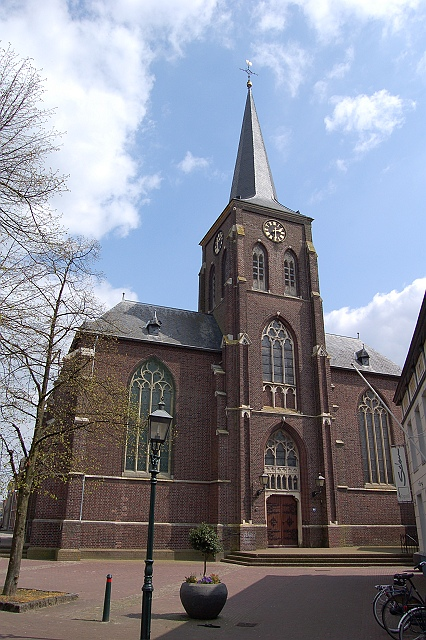
Sint-Nicolaaskerk

- Sint-Nicolaaskerk, een 16e-eeuwse laatgotische bakstenen pseudobasiliek
- Sint-Elisabethklooster, het moederhuis van de Congregatie van de Zusters Franciscanessen van Heythuysen
- Sint-Antoniusmolen, een windmolen uit 1861
- Lancastermonument, een monument uit 2003 ter herinnering aan het neerstorten van Lancaster ME752 van 75 sq. (NZ)RAF op 21 juli 1944[12]
- Leudal, een groot natuurgebied tussen dorpskernen Haelen, Roggel, Neer, Nunhem en Heythuysen in dat bekend staat om zijn beekdalen
- Prehistorisch grafveld de Busjop

Heythuysen heeft ook een aantal grote en kleine kapellen:
- Missiekapel, een kapel naast de Sint-Nicolaaskerk die tegenwoordig een functie heeft als kunsttempel
- Sint-Antoniuskapel, aan de Sint-Antoniusstraat
- Mariakapel, aan de Walk
- Sint-Rochuskapel, aan Aan de Watermolen
- Niskapelletjes, namelijk:
  - Mariakapelletje in Maxet, aan Leveroyseweg
  - Sint-Jozefkapelletje, nabij Vlasstraat 23

### Religie en levensbeschouwing
De Rooms-Katholieke Kerk heeft van oudsher een sterke aanwezigheid in Heythuysen. Heythuysen valt onder de parochie H. Nicolaas, onderdeel van parochiefederatie Tabor. De Sint-Nicolaaskerk in het centrum van het dorp is een belangrijk historisch en religieus gebouw. Deze kerk speelt een centrale rol in de lokale gemeenschap en blijft een belangrijke plek voor religieuze vieringen en bijeenkomsten.
Echter speelt ook in Heythuysen ontkerkelijking een rol. Het aantal vieringen van de Heilige Mis en het aantal reguliere kerkgangers is, net zoals in grote delen van Nederland, in de afgelopen decennia sterk afgenomen.

### Dialect
Van oudsher spreekt men in Heythuysen het Limburgse dialect, specifiek het Noordelijk Oost-Limburgs (of Midden-Limburgs). Ook al is er overlap met het dialect gesproken in andere delen van Limburg, dorp zijn er verschillende woorden die men gebruikt, waardoor het Heitsers zijn eigen unieke karakter heeft. In 2023 werd het Heythuysense dialect voor het eerst vastgelegd in een eigen woordenboek. Ook nu wordt het Heitsers nog veel gesproken in het dorp, hoewel het door de jaren heen wel steeds meer is beïnvloed door het Standaardnederlands.

## Bestuur en bevolking

### Demografie en ontwikkeling
In 1817 telde het dorp Heythuysen 1144 inwoners en had het een volledig agrarisch karakter. Lichte industrialisering en modernisering in de periode van 1850 tot 1940 hadden een toename van bevolking en bebouwing tot gevolg. De bevolking groeide in de periode van 1850 tot 1940 van ca. 1350 tot ca. 2630 inwoners. De bebouwingstoename kwam tot uitdrukking in verdichting van reeds bestaande structuren en op sommige plaatsen vond uitbreiding plaats.
De grootste bevolkingstoename vond plaats in de periode van 1945 tot 1990. De bevolking groeide van ca. 2630 tot 5831 inwoners. Deze groei had een aantal nieuwbouwwijken tot gevolg. Deze zijn gesitueerd in het gebied ten zuiden van de kern Heythuysen (het gebied wordt omsloten door de provinciale weg van Roermond naar Meijel in het oosten, de gemeentegrens in het zuiden, de weg van Baexem naar Heythuysen in het westen en de Oude Trambaan in het noorden).
Het huidige Heythuysen kan gekarakteriseerd worden als een agrarische gemeenschap met daarnaast een aanzienlijke woonfunctie voor forensen.

### Politiek en bestuur
Al in de Franse tijd krijgt Heythuysen een politieke-administratieve functie als hoofdplaats van een kanton van het departement Nedermaas. Later werd Heythuysen een onafhankelijke gemeente in de provincie Limburg van Nederland. In 19e en 20e eeuw behoorden tot deze gemeente de dorpen Heythuysen en een deel van Leveroy.
In 1939 wordt het Waterschap Midden-Limburg opgericht, wiens hoofdkantoor aan de Biesstraat in Heythuysen komt te liggen. In 1994 is dit waterschap opgegaan in Waterschap Peel en Maasvallei.
Bij een gemeentelijke herindeling in 1991 werden aan de gemeente Heythuysen de voormalige gemeenten Baexem en Grathem (incl. Kelpen-Oler) toegevoegd. Na 1997 kwam het deel van Leveroy dat onder Heythuysen viel, volledig onder de gemeente Nederweert te vallen.
Op 1 januari 2007 is de gemeente Heythuysen samengevoegd met de gemeenten Haelen, Hunsel en Roggel en Neer tot een nieuwe gemeente. De vier gemeenten kozen Leudal als naam voor de nieuwe gemeente. In Heythuysen kwam het gemeentehuis van de gemeente Leudal te staan. De gemeente Leudal is sinds de herindeling qua oppervlakte de grootste gemeente van Limburg.

## Verkeer en vervoer
Heythuysen had eind 19e eeuw een eigen treinstation. Station Baexem-Heythuysen maakte deel uit van de spoorlijn die Weert met Roermond verbond. Het treinstation werd gesloten in 1938, maar werd tijdens de Tweede Wereldoorlog tijdelijk heropend, totdat het in 1944 door Duitse troepen werd vernietigd.
Van 1918 tot begin jaren' 30 lag Heythuysen aan het traject van een stoomtramlijn tussen Roermond en Deurne. De tramlijn was echter geen succes en werd wegens gebrek aan passagiers in mei 1931 gesloten. Van deze tramlijn resteren geen overblijfselen meer; alleen de namen van enkele straten herinneren aan het tramverleden van Heythuysen, zoals de Oude Trambaan en de Stationsstraat.
De Provinciale weg N729 loopt aan de oostelijke zijde van het dorp en verbindt Heythuysen met Roggel (ten noorden) en Horn (ten zuidoosten). Naar het zuiden loopt de weg Op de Bos naar Baexem. In westelijke richting loopt de Leveroyseweg naar Leveroy en in oostelijke richting loopt de St. Elisabethsdreef die naar Haelen leidt.
Heythuysen wordt aangedaan door verschillende buslijnen van streekvervoerder Arriva:
- Lijn 71 (Weert - Meijel)
- Lijn 72 (Roermond - Venlo)
- Lijn 75 (Roermond - Meijel)
- Lijn 672 (Panningen → Roermond)
- Lijn 790 (Weert - Heythuysen)
- Lijn 796 (Heythuysen - Nederweert)

## Media
Lokale informatie wordt verschaft door provinciale media, zoals het dagblad De Limburger en de radio- en televisiezender L1. Ook was de radiozender 3ML jarenlang gevestigd geweest in Heythuysen. In 2018 zijn 3ML en RTV Roermond gefuseerd onder de naam ML5 en in 2023 is men met de radiostudio verhuisd van Heythuysen naar een pand in Roermond.

## Wetenswaardigheden
Veel van de dorpse bebouwing in het centrum van Heythuysen is in de loop van de jaren vervangen door meer stedelijke nieuwbouw. De twee basisscholen, de Sint Nicolaasschool en de Beukenhof, zijn gefuseerd tot een in één gebouw ondergebrachte brede school. Het oude gemeentehuis in het centrum is vervangen door een nieuw pand aan de rand van het dorp.

## Bekende Heythuysenaren
Bekende personen die geboren of gestorven zijn in Heythuysen of anderzijds nauw verbonden zijn met het dorp:
- Maria Catherina Daemen (1787-1858) - stichtster van de zustercongegratie Franciscanessen van Heythuysen
- Jean Scheyven (1804-1862) - Belgisch advocaat, magistraat en katholiek politicus
- Leo Mertens (1885-1970) - burgemeester van de gemeente Heythuysen (1919-1941;1944-1950)
- Laurens Kirkels (1897-1960) - burgemeester van verschillende Nederlandse gemeenten
- Leon van Acht (1899-1991) - dirigent, muziekpedagoog en fluitist
- Arnold Geurts (1909-1978) - burgemeester van de gemeente Heythuysen (1951-1971)
- Julia op ten Noort (1910-1994) - Nederlandse nationaalsocialistische politiek activiste en directrice van de Reichsschule Heythuysen
- Jacques Gubbels (1920-2019) - politicus
- Toon Steeghs (1923-2007) - burgemeester van de gemeente Heythuysen (1989-1991)
- Leo Hendrikx (1923-2023) - Nederlandse Engelandvaarder
- K.J. van Gerven (1924-2023) - burgemeester van verschillende Nederlandse gemeenten
- Sef Hannen (1929-2012) - burgemeester van de gemeente Heythuysen (1971-1989)
- Pierre Janse (1933-2005) - profvoetballer
- Ienne Biemans (1944) - auteur van kindergedichten
- Irene Maks-van Veen (1944) - burgemeester van de gemeente Heythuysen (1991-2003)
- Joos Truijen (1944) - burgemeester van de gemeente Heythuysen (2002-2007)
- Patrick Brouns (1971) - bestuurder en politicus van het CDA
- Sander Gommans (1978) - muzikant en songwriter
- Joerie Minses (1980) - lid gemeenteraad van Heythuysen/Leudal en huidige burgemeester van Heumen
- Robert Willemse (1989) - profvoetballer

## Nabijgelegen kernen
Baexem, Leveroy, Roggel, Haelen, Horn, Kelpen-Oler, Nunhem, Neer
| Aangrenzende gemeenten | Aangrenzende gemeenten | Aangrenzende gemeenten | Aangrenzende gemeenten | Aangrenzende gemeenten |
| ---------------------- | ---------------------- | ---------------------- | ---------------------- | ---------------------- |
|                        |                        |                        | Roggel                 |                        |
|                        |                        |                        |                        | Neer                   |
| Leveroy                | Nunhem                 |                        |                        |                        |
|                        | Haelen                 |                        |                        |                        |
| Kelpen-Oler            |                        | Baexem                 |                        | Horn                   |